# مسجد جيانغ وان
مسجد جيانغ وان (بالصينية 江湾清真寺: بالبينيين Jiāngwān Qīngzhēnsì)، يقع مسجد جيانغ وان في منطقة يانغبو التابعة لشنغهاي في الصين
. تأسس المسجد في عام 1928.